# Lilith Stangenberg
Lilith Stangenberg, née le 14 août 1988 à Berlin-Ouest, est une actrice allemande.

## Biographie
Stangenberg grandit à Berlin-Kreuzberg. Ses parents faisaient partie de la scène alternative de gauche, fréquentant les squats berlinois. Elle fréquente l'école Steiner de Kreuzberg, où elle apprend le russe. Dans ce cadre, elle effectue un stage dans un foyer pour enfants à Saint-Pétersbourg. Stangenberg commence sa carrière d'actrice au P14 Jugendtheater de la Volksbühne Berlin. Elle débute au Prater en 2007 aux côtés de Bruno Cathomas dans la mise en scène de Robert Lehniger de Macht und Rebel d'après le roman de Matias Faldbakken. Sans autre formation d'actrice, elle est ensuite engagée au Theater Basel et au Schauspiel Hannover (de) et fait partie de la troupe du Schauspielhaus Zürich de 2009 à 2012. Parallèlement, elle travaille également pour le cinéma et la télévision. En 2010, elle est élue jeune actrice de l'année par le magazine spécialisé Theater heute. De 2012 à 2016, elle fait partie de la troupe de la Volksbühne Berlin sur la Rosa-Luxemburg-Platz.
En tant qu'actrice de cinéma, Stangenberg est surtout connue pour son rôle principal dans le film Sauvage de Nicolette Krebitz, dans lequel elle joue une jeune femme qui entretient une relation avec un loup, rôle qui lui a valu plusieurs prix (dont le Deutscher Filmpreis de la meilleure actrice). En octobre 2018, elle tient le rôle principal de l'épisode Blut de la série Tatort : Sur le lieu du crime, dans lequel elle incarne une femme souffrant d'une allergie à la lumière et vivant dans la croyance qu'elle est une vampire. Dans Orphea, l'adaptation cinématographique du mythe d'Orphée avec inversion des rôles sexuels par Alexander Kluge et l'artiste philippin Khavn, elle incarne le rôle titre. Le film est présenté en première mondiale à la Berlinale 2020 dans la nouvelle section Encounters. La même année, Sky Deutschland diffuse la série télévisée policière horrifique de huit épisodes Hausen (de) avec Stangenberg. En 2022, le film A E I O U - Alphabet rapide de l'amour est présenté en avant-première à la Berlinale 2022 et concourt pour l'Ours d'or. A E I O U - Alphabet rapide de l'amour est une nouvelle collaboration entre Stangenberg et la réalisatrice Nicolette Krebitz. Dans le film Seneca de Robert Schwentke, qui est présenté en avant-première à la Berlinale 2023, elle joue le rôle de Pompeia Paulina, la seconde épouse de Sénèque, incarné par John Malkovich. L'année suivante, un autre film avec Stangenberg dans un rôle principal, La Partition de Matthias Glasner, est présenté en avant-première à la Berlinale 2024. Dans ce film, qui reçoit l'Ours d'argent du meilleur scénario, Stangenberg joue aux côtés de Lars Eidinger, Corinna Harfouch, Robert Gwisdek et Ronald Zehrfeld.
Stangenberg est représentée par Sibylle Breitbach et l'agence wasted Management, basée à Berlin.

## Filmographie
- 2008 : In Tirana (court métrage) de Roberto Anjari-Rossi
- 2009 : Beelzebub (court métrage) de Barbara Ott
- 2009 : Lenny (court métrage) de Cyril Schäublin
- 2009 : Rosa Roth (Épisode 1x26 Das Mädchen aus Sumy) (série télévisée sur ZDF)
- 2010 : Les Contes de Grimm : La Lumière bleue (Das blaue Licht) (téléfilm sur Hessischer Rundfunk)
- 2011 : Blitzeis (court métrage) de Georg Isenmann
- 2012 : Diaz : un crime d'État (Diaz – Don’t Clean Up This Blood) de Daniele Vicari
- 2012 : Polizeiruf 110 : Stillschweigen (téléfilm sur NDR)
- 2013 : Mondo Americana d'Ulli Lommel
- 2014 : Lügen und andere Wahrheiten de Vanessa Jopp
- 2014 : Les Amitiés invisibles (Die Lügen der Sieger) de Christoph Hochhäusler
- 2015 : Fritz Bauer, un héros allemand (Der Staat gegen Fritz Bauer) de Lars Kraume
- 2015 : Buddha’s Little Finger de Tony Pemberton
- 2016 : Sauvage (Wild) de Nicolette Krebitz
- 2016 : Factory Cowboys – Working with Warhol d'Ulli Lommel
- 2017 : Grießnockerlaffäre (de) d'Ed Herzog
- 2018 : Bella Block: Am Abgrund (série télévisée) ZDF
- 2018 : Tatort : Blut (téléfilm), Radio Bremen TV
- 2018 : Whatever Happens Next (de) de Julian Pörksen
- 2019 : J'étais à la maison, mais... (Ich war zuhause, aber…) d'Angela Schanelec
- 2019 : Idioten der Familie de Michael Klier
- 2020 : Orphea d'Alexander Kluge et Khavn de la Cruz
- 2020 : Hausen (de) (série télévisée, 8 épisodes)
- 2021 : Suceurs de sang, une comédie marxiste de vampires (Blutsauger) de Julian Radlmaier (de)
- 2021 : Love is a dog from hell de Khavn de la Cruz
- 2022 : Polizeiruf 110 : Keiner von uns (téléfilm sur NDR)
- 2022 : Die Schwarze Spinne de Markus Fischer
- 2022 : Die stillen Trabanten de Thomas Stuber
- 2022 : A E I O U - Alphabet rapide de l'amour (A E I O U – Das schnelle Alphabet der Liebe) de Nicolette Krebitz
- 2023 : Seneca de Robert Schwentke
- 2023 : Europa (de) de Sudabeh Mortezai
- 2024 : La Partition (Sterben) de Matthias Glasner

## Discographie
- 2020 : Orphea – Love Songs From Hell (Album, Fun In The Church)